# Guettarda taylorii
Guettarda taylorii är en måreväxtart som beskrevs av Nathaniel Lord Britton och Charles Frederick Millspaugh. Guettarda taylorii ingår i släktet Guettarda och familjen måreväxter.
Artens utbredningsområde är Bahamas. Inga underarter finns listade i Catalogue of Life.